# Atrobucca kyushini
Atrobucca kyushini is een  straalvinnige vissensoort uit de familie van ombervissen (Sciaenidae). De wetenschappelijke naam van de soort is voor het eerst geldig gepubliceerd in 1988 door Sasaki & Kailola.
De soort staat op de Rode Lijst van de IUCN als Onzeker, beoordelingsjaar 2009.